# كورا دو
كورا دو (بالإنجليزية: Cora Dow)‏ هي صيدلانية أمريكية، ولدت في 1868، وتوفيت في 1915.